# Robert Lawrence Stine
Robert Lawrence Stine (Columbus, Ohio, 8 d'octubre de 1943). És un escriptor estatunidenc conegut fonamentalment per ésser l'autor de la sèrie de literatura juvenil de terror Pànic (en anglès Goosebumps, és a dir, pell de gallina), sèrie la qual ha estat publicada en català, tot i que incompleta, per Ediciones B i Editorial Hidra.
Amb més de 300 llibres publicats, l'escriptor va ser reconegut el 2011 com el "més prolífic autor de literatura juvenil de terror" per Guinness World Records.
Educat a la Universitat Estatal d'Ohio, l'autor va començar la seua carrera a la mateixa universitat, on va editar Sundial, una publicació humorística del Campus. Després d'una breu experiència com a docent, es trasllada a Nova York, lloc on va desenvolupar una extensa carrera literària i editorial, el punt culminant de la qual va ser el llançament de la col·lecció Goosebumps, amb la qual li arriba el reconeixement mundial.
La seua obra va ser editada en nombroses llengües. També s'hi van fer adaptacions per al cine i la TV.

## Pel·lícules basades en la seva obra
- When Good Ghouls Go Bad (2001)
- Haunted Lighthouse (cortometraje) (2003)
- The Haunting Hour: Don't Think About It (2007)
- Mostly Ghostly: Who Let the Ghosts Out? (2008)
- Mostly Ghostly 2: Have You Met My Ghoulfriend? (2014)
- Monsterville: Cabinet of Souls (2015)
- Pànic (2015)
- Mostly Ghostly 3: One Night in Doom House (2016)
- Goosebumps 2: Haunted Halloween (2018)

## Sèries basades en la seva obra
- Eureeka's Castle (1989-1995)
- Goosebumps (1995-1998)
- The Nightmare Room (2001-2002)
- The Haunting Hour: The Series (2010-2014)
- Eye Candy (2015)
- Just Beyond (2021)
- Goosebumps (2023-)